# 裏刑事-URADEKA-
『裏刑事』（うらでか）は、1992年4月14日から同年6月30日まで、テレビ朝日系列で放映された松竹芸能・朝日放送（ABC）制作のテレビドラマである。放送時間は、毎週火曜21:00 - 21:54（JST）。全12話。

## 概要
法の眼を掻い潜り社会にのさばる犯罪者を糾弾するため、司法関係OB等で組織された「超法規委員会」の仕事を請けることを条件に顔と名前を変え、死の淵から甦った殉職刑事・岩城を中心に、法の追及をかわす悪人を暗殺する「裏刑事」たちの活躍を描く。

## 登場人物

### 裏刑事
岩城丈二：藤竜也
警視庁捜査一課に所属していた元警部・佐々木武夫。麻薬密輸捜査中に警察署長の情報漏えいによって暴力団の罠に嵌り、多数の銃弾に倒る。一時は心停止状態に陥るが、奇跡的に一命を取り留める。しかし、構成員が佐々木の銃で元暴力団員のガードマンを口封じのため射殺したことから、佐々木自身が「誤射殺」したとして責任を負わされる。当局は幕引きのために表向きは殉職扱いとし、超法規委員会の発足とともに岩城丈二の名を与えられた「裏刑事」として生まれ変わる。佐々木武夫としての命日は平成三年十一月四日。身寄りの無い天涯孤独の身が、裏刑事候補とされた一因である。また射撃の腕は最上級でオリンピック選手の候補になるほどであった。
その身体には特殊なペースメーカーが埋め込まれており、職務に背いたり、逸脱した行為がなされた場合、超法規委員会の決定により遠隔操作でいつでもペースメーカーを停止させることができる。
香織の外科手術は完璧であったが、ダメージが大きく人工骨を移植された右腕は完全に回復しておらず、筋トレが日課となっている。また、顔を変えたものの声は変えていなかったため、改造後すぐに南や大津に正体を知られる一因となった。

### 岩城の協力者（総じて「裏刑事」）
南俊彦：西村和彦 / 大津誠：山田雅人
二人とも所属は違うが、佐々木が「殉職」する原因となったコカイン事件を共に捜査していた。佐々木の「死」とそれに至る警察上層部の対応に疑問を持ち、個人捜査を続けるうちに命を狙われたところを、岩城に救われ再会。これ以降、「裏刑事」として行動を共にすることになる。南は格闘術に長けた肉体派。大津は関西出身で競馬が趣味。両者とも平時は裏刑事たちのアジトとして用意された喫茶店のスタッフを務める。
三枝慎一郎：近藤正臣
過去に佐々木警部が逮捕した容疑者を片っ端から釈放してきた元悪徳弁護士。佐々木の「天敵」と言えるが、お互いの腕は認め合う間柄。インサイダー取引に加担し、弁護士資格を剥奪されて以降は芸能事務所を設立するが、金銭への執着心が強く、一獲千金を目論み躍起になっている。その反面、洞察力は鋭く、岩城の正体を即座に見抜き、「真相を社会に告発する」と脅迫。以来、報酬の半額を自らの懐へ回すことを条件に裏刑事の仕事に加担するようになる。毎回クライマックスでの格闘シーンでは「俺のギャラじゃここまでだ」という捨て台詞とともに早々に姿を消してしまう。クロースアップ・マジックを得意とし、日常でもトランプを使った技を披露をする。また、格闘シーンでもトランプやマジックを使用して敵を翻弄したり、武器としても使用する。
中里小夜子：小林沙世子
裏刑事第一号。囮捜査で敵の懐に潜入し、お色気で敵を翻弄する。第1話では敵の情婦でありながら岩城に加担する謎の女としてチームに加わる。裏刑事になる前は企業との癒着を清算する公安刑事と心中しようとして死にきれず、生き残ってしまった元婦警。表の命日は昭和六三年十一月十八日（事件の掲載された新聞は二十一日のもの）。最終回で組織の潜入捜査を行うが、正体が露見したことで岩城らの潜入捜査も徒労に帰すが囚われの身ながら反逆し、事態打開を図るが敵ともみ合っているうちに拳銃が暴発し死亡する。当初の髪型はロングヘアーだったが、第3話において囮捜査のため髪を切って以降はショートカットとなった。三枝が執拗にタレントとして売り込みたいと所属を促すが一向にその気を見せなかった。しかし、時には本音を吐露したり、感情的になるなど三枝には何かと一目置いていた。

### 超法規委員会
法の網を掻い潜り、現行法では対処できない悪事を犯す首謀者達を闇へと葬る、いわば「超法規的措置」をなすために司法関係者のOBで構成される。「裏刑事」の実質的権限掌握と捜査指令を行う。
長谷香織：財前直見
岩城の「主治医」。平成会総合病院所属の外科医。岩城を「自分の最高傑作」と呼び、人間扱いしないようなクールに装っているが、実は岩城に惹かれており「主治医」と理由をつけては何かと関わりを持とうとする。第9話で三枝が敵の銃弾に被弾した際も岩城の手引きにより手術を行う。
芦沢雅子：戸川京子
岩城に組織の指令を伝える役目を持つ。クールに徹しているが、時に非情な指令を伝えた後で苦衷の表情を滲ませるなど人間らしさも持つ。あくまで「仕事」として岩城に接するが、彼に好意を抱いていることを表現できない立場に苦しんでいた。どんな拷問を受けても秘密は漏らさないよう特殊な訓練を受けている。最終話で敵の手に落ち、拷問の末に殺害される。
長谷貢：高松英郎（第1話、最終回のみ）
香織の父。元司法関係者であり超法規委員会の筆頭。岩城ら裏刑事を統括する。

### その他
マリコ：三上朱美
三枝の経営する芸能事務所「ユニバーサルプロダクション」の社員。経理や事務全般を一手に担っているが、社長である三枝の浪費癖には気苦労が絶えない。大津とは競馬を通じて徐々に意気投合し、最終話で恋愛関係に発展。呆然と立ち尽くす三枝を後目に二人連れ添って事務所を去っていった。

## 放送リスト
| 話数 | 放送日         | サブタイトル                          | ゲスト                                                                                       | 脚本     | 監督       |
| ---- | -------------- | ------------------------------------- | -------------------------------------------------------------------------------------------- | -------- | ---------- |
| 1    | 1992年 4月14日 | 生き返った男                          | 東ちづる、菅貫太郎、宮口二郎、 宮城健太朗、柴崎蛾王                                          | 田上雄   | 長谷部安春 |
| 2    | 4月21日        | 裏切られた女                          | 芦川よしみ、小林勝彦、椎谷建治、 飯島美穂                                                    | 中村勝行 | 長谷部安春 |
| 3    | 4月28日        | 女教師連続レイプ魔 を消せ！           | 影山依子、豊川悦司、南条弘二、 井上博一、鶴岡修、伊藤正博                                    | 日暮裕一 | 前田陽一   |
| 4    | 5月5日         | 操られた 少年殺人チーム               | 片桐竜次、小沢仁志、亜里香、 石田新、佐藤晃市                                                | 岡田惠和 | 原田昌樹   |
| 5    | 5月12日        | 宝石強盗犯の 妹を救え！               | 水野美紀、江角英明、山下洵一郎、 高品剛、深見亮介、宮本充、 崎山凛、松本政彦                 | 宮下隼一 | 前田陽一   |
| 6    | 5月19日        | デートレイプ・ 黒い誘惑               | 勝部演之、深江章喜、山西道広、 高都幸子、愛川絢子                                            | 笠原邦暁 | 黒沢直輔   |
| 7    | 5月26日        | 30億の誘拐！ 消えた女友達             | 井上彩名、団時朗、園田裕久、 北町嘉朗、清水宏                                                | 中村勝行 | 浅沼順     |
| 8    | 6月2日         | 妻殺し！ 過去を消した逃亡刑事         | 辻沢杏子、本田理沙、柴田侊彦、 小沢和義、伊藤洋三郎                                          | 大川俊道 | 黒沢直輔   |
| 9    | 6月9日         | イタリア発！ 殺人拳銃のルートを暴け！ | 藤堂新二、八名信夫、 朝本千可、ビートきよし                                                  | 田上雄   | 南部英夫   |
| 10   | 6月16日        | 目撃者殺し！ 女弁護士に黒い影         | 三浦リカ、名和宏、守田比呂也、 堀勉、神威狂児                                                | 日暮裕一 | 南部英夫   |
| 11   | 6月23日        | 時効を許すな！ 悲しき殺し屋           | 清水健太郎、斉藤絵里、睦五朗、 志賀圭二郎、石橋雅史、不破万作、 海一生、沢村亜津佐、浜田道彦 | 柏原寛司 | 成田裕介   |
| 12   | 6月30日        | さらば裏刑事！ 涙の殉職               | 根上淳、市山登、藤岡大樹、 長谷部香苗、友金敏雄                                              | 田上雄   | 成田裕介   |

## ターゲット抹殺に使用する銃
ターゲットが確定後、超法規委員会より芦沢雅子経由でギャラの授受とアタッシェケースに詰められた銃と銃弾5発を岩城が受け取り、確認するシーンが展開される。銃は毎回異なったモデルが使われるという趣向が凝らされた。
- 第1話：S&W M629 6インチ銃身にレーザーサイト付き
- 第2話：ベレッタM92
- 第3話：オートマグ
- 第4話：S&W M59
- 第5話：S&W M629 "Galaxy"
- 第6話：モーゼルC96
- 第7話：M1911ゴールドカップナショナルマッチモデル
- 第8話：コルト・パイソン8インチ銃身モデル
- 第9話：コルト・キングコブラ4インチ銃身モデル
- 第10話：M1911ブラウン・マキシコンプ
- 第11話：M1911
- 第12話：コルト・ローマン（佐々木警部の携帯銃）

劇中ではターゲット抹殺後に回収するシーンは一度もなく、おそらく回収後超法規委員会により解体され、足がつかないように配慮されていることが推測される。また、銃弾により負傷した右肩（第1話を参照）の銃を構える感覚を取り戻すため、岩城が自室のミラー越しに行うシューティングシミュレーションの様子が描かれていた。

## スタッフ
- プロデューサー - 依田正和（ABC）、佐久間博・矢崎敏典（松竹芸能）
- 音楽 - 朝本千可
- オープニングテーマ - 「CHASER」朝本千可とスイートベイジル[1]
- 主題歌 - 「ため息のあとで」来生たかお
- 撮影 - 西山誠、原秀夫、今泉尚亮、林淳一郎
- 照明 - 内田皓三
- 録音 - 井家眞紀夫
- 美術デザイナー - 澤田清隆
- 編集 - 河原弘志
- ネガ編集 - 大橋まさみ（神谷編集室）
- VTR編集 - 来栖和成
- 制作主任 - 今村勝範
- 制作担当 - 林実
- 選曲 - 中田裕章
- 整音 - 山本逸美、茶畑三男
- 音響効果 - 佐々木英世、小川広美（東洋音響）
- 技斗 - 國井正廣
- スタント&アクション - オフィス國井&悪童児
- カースタント - タカハシレーシング
- 銃撃・火薬・効果 - ブロンコ
- マジカルプラン - 木村ヨシユキ
- 現像・ムービートーン（テレシネ） - IMAGICA
- ポスプロ - 映広
- 助監督 - 原田昌樹、鈴木幹
- エキストラ - 日秀プロ
- 大道具 - ケイエツチケイアート
- スタジオ - C.A.Lスタジオ
- 協力 - ローバージャパン、ヤナセ、フォルクスワーゲンアウディ日本、日本移動通信
- 制作 - ABC、松竹芸能

## 前後番組
| テレビ朝日系 火曜21時台（当時はABCの制作枠） | テレビ朝日系 火曜21時台（当時はABCの制作枠）         | テレビ朝日系 火曜21時台（当時はABCの制作枠） |
| 前番組                                       | 番組名                                               | 次番組                                       |
| -------------------------------------------- | ---------------------------------------------------- | -------------------------------------------- |
| 必殺仕事人・激突!                            | 裏刑事-URADEKA- （本作から現代劇の連続テレビドラマ） | 豆腐屋直次郎の裏の顔                         |